# 押野武志
押野 武志（おしの たけし、1965年4月 - ）は、日本近代文学の研究者。専門は日本近代文学、表象文化論。北海道大学大学院文学研究院教授。

## 略歴
山形県生まれ。1989年山形大学人文学部国文学科卒、1994年東北大学大学院博士課程満期退学。広島文教女子大学短期大学部専任講師、2000年北海道大学文学部助教授、2007年北海道大学大学院文学研究科准教授、2012年北海道大学大学院文学研究科教授を経て現職。2000年『宮沢賢治の美学』で宮沢賢治賞奨励賞受賞。2008年「日本近代文学の帰趨 夏目漱石・宮沢賢治・坂口安吾の系譜」で東北大学で学位取得。博士（文学）。主として宮沢賢治を研究対象とする。最近は日本のサブカルチャー文化と関連づけ、村上春樹も研究の対象にしている。
妻は仙台文学館学芸室長の赤間亜生。

## 著書
- 『宮沢賢治の美学』（翰林書房、2000年）
- 『童貞としての宮沢賢治』（ちくま新書、2003年）
- 『文学の権能――漱石・賢治・安吾の系譜』（翰林書房、2009年）

## 共編著
- 『日本探偵小説を読む――偏光と挑発のミステリ史』諸岡卓真共編（北海道大学出版局、2013年）
- 『コレクション・モダン都市文化 第88巻――札幌の都市空間』編（ゆまに書房、2013年）
- 『日本サブカルチャーを読む――銀河鉄道の夜からAKB48まで』編（北海道大学出版局、2015年）
- 『日本探偵小説を知る――一五〇年の愉楽』編（北海道大学出版局、2018年）